# Enklava
Enklava (srfr. enclave, lat. in 'u, unutar' i clavis 'ključ'), to jest eksklava (lat. ex 'izvan' + (en)clave), u političkoj geografiji predstavlja neki teritorij, područje, regiju ili pak državu koja je sa svih strana okružena nekim drugim teritorijem ili državom.
Na svijetu postoje samo tri države koje su potpune enklave:
- Lesoto (okružen Južnoafričkom Republikom)
- Vatikan (okružen Italijom)
- San Marino (okružen Italijom).

## Vanjske poveznice
- Svjetske enklave